# Kel Domènech
 Kel Domènech  (Besalú, Girona, 10 de juny de 1971) és un artista escultor català. Té un estudi, l'Espai KD, al centre històric de Besalú.
Entre les seves obres destacades figura la KD064 de la col·lecció Màquines, inspirada en Dalí i el Mediterrani i creada expressament per al restaurant Miramar del xef Paco Pérez, i la KD051.

## Exposicions
- 2017 - Art Fair Málaga[4] (Málaga)